# 楢葉町コミュニティセンター
楢葉町コミュニティセンター（ならはまちコミュニティセンター）は、福島県双葉郡楢葉町にある多目的ホール。

## 概要
1985年開館。座席数800席の多目的ホールの他、図書室及び歴史資料館を有している。
町内には、東京電力福島第二原子力発電所が立地し、この建設に伴い交付された電源三法交付金により建設された施設の1つ。
年間を通じて様々なコンサートやミュージカル公演などが行われ、町内における文化活動の拠点となっている。

## アクセス
- 東日本旅客鉄道（JR東日本）常磐線竜田駅より約1.5km。
- 敷地内に駐車場が100台分設けられており、車での来場も可能。

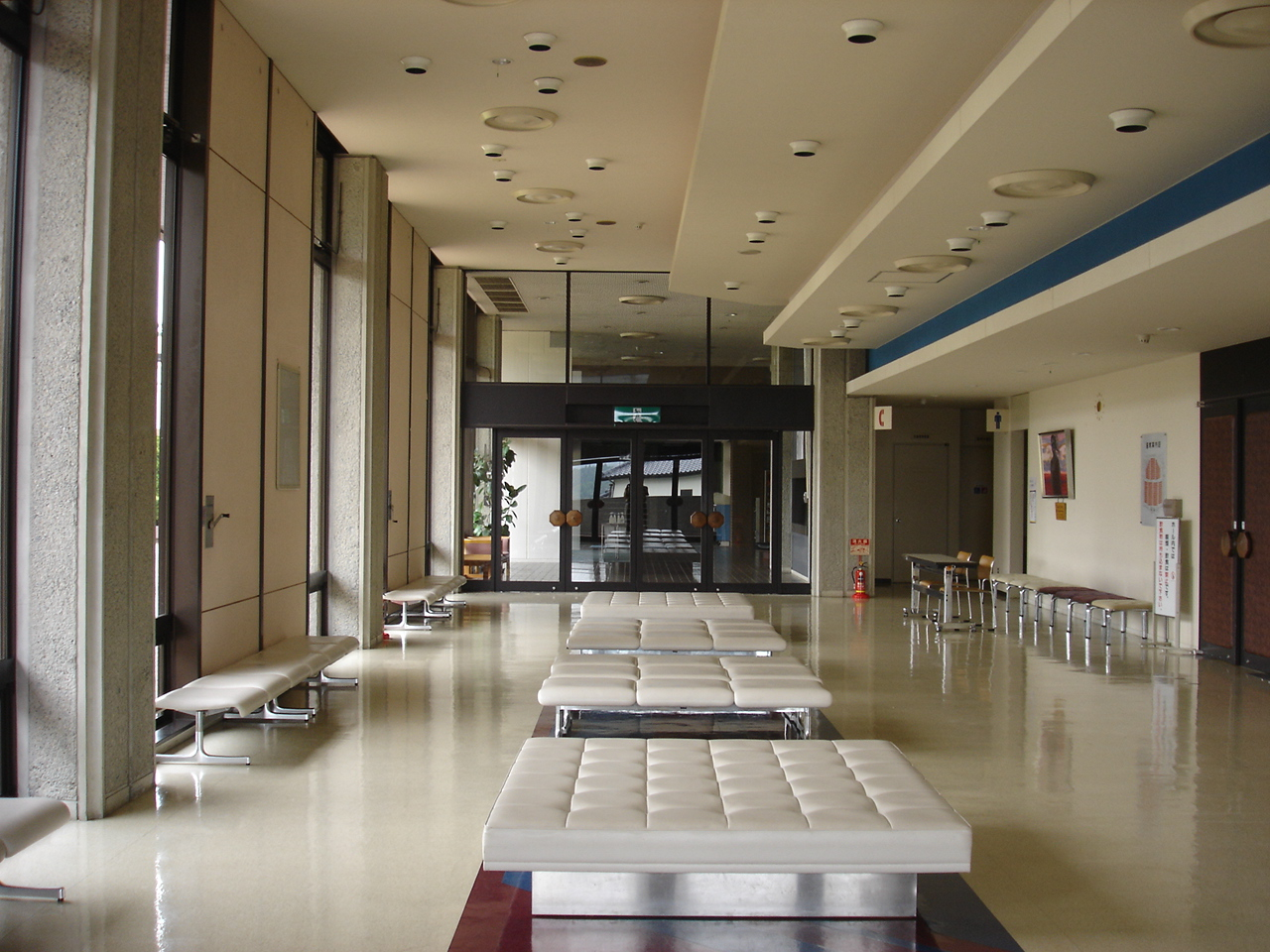
ホワイエ

## 沿革
- 1985年 - 開館。
- 2011年
  - 3月13日 - 福島第一原子力発電所事故の発生に伴い、避難指示区域に設定、付近への立ち入りが禁止になる。
  - 4月22日 - 警戒区域に設定。
- 2012年8月10日 - 避難指示解除準備区域に移行したことに伴い、付近への立ち入りが可能になるが、宿泊禁止は継続となる。
- 2015年9月5日 - 避難指示解除、付近への立ち入り及び宿泊が自由になる。
- 2020年4月21日～5月18日 - 新型コロナウイルス感染症拡大防止のため臨時休館。